# 조용성 (프로게이머)
조용성(1985년 12월 27일 ~ )은 대한민국의 전직 스타크래프트 프로게이머이다. ELIZA라는 아이디를 사용하며, 종족은 저그이다.
2002년 IS(현 화승 OZ)에 입단하며 프로게이머 생활을 시작했다.
2004년 6월 Plus(현 화승 OZ)에서 , 이후 헥사트론 드림팀(현 eSTRO)에 입단하였다.
2005년 상반기 드래프트에서 헥사트론 드림팀의 1차 지명으로 입단하였다. (당시 조용성의 신분은 준프로게이머)
2008년 1월 5일 신한은행 프로리그 2007 후기리그에서 STX SouL 소속의 김윤환과 고별전을 치르고 프로게이머를 은퇴하였다.

## 수상 경력
- 2002년 11월 대한민국 청소년 사이버대회 3위
- 2003년 7월 여수시장 사이버게임 대회 2위